# 蒂鲁瓦伊耶鲁
蒂鲁瓦伊耶鲁（Thiruvaiyaru），是印度泰米尔纳德邦坦贾武尔县的一个城镇。总人口14535（2001年）。

## 人口
该地2001年总人口14535人，其中男性7207人，女性7328人；0—6岁人口1365人，其中男717人，女648人；识字率75.71%，其中男性为81.30%，女性为70.21%。